# العلاقات الفلسطينية الموريتانية
العلاقات الفلسطينية الموريتانية هي العلاقات الثنائيّة بين دولة فلسطين ودولة موريتانيا.

## التاريخ
تُساند الحكومة الموريتانية منذ استقلالها عن الاستعمار الفرنسي القضية الفلسطينية وتدعم حق الشعب الفلسطيني في استرداد أراضيه المغتصبة. ففي خمسينيات القرن العشرين رفض المختار ولد داداه، والذي كان أول رئيس لموريتانيا، مصافحة رئيسة الوزراء الإسرائيلية آنذاك جولدا مائير قائلًا: "لن أصافح هذه اليد الملطخة بدماء الأبرياء في فلسطين"، ورُبما يعود الموقف الموريتاني الداعم للقضية الفلسطينية إلى ما قبل الاستقلال أيضًا، ففي عام 1956 وقف النائب الموريتاني في البرلمان الفرنسي أحمدو ولد حرمه ولد ببانا معلنا رفضه لاحتلال إسرائيل للأراضي الفلسطينية ولقيام دولة إسرائيل. كانت موريتانيا هي أول دولة في أفريقيا تبث إذاعة صوت فلسطين، كما ظل جواز السفر الموريتاني لسنوات يحمل على صفحته الأولى عبارة تفيد بأنه يدخل كل دول العالم إلا الكيان الصهيوني وجنوب إفريقيا، والتي كانت تعاني هي الأخرى من نظام فصل عنصري آنذاك. لم يتم تمثيل إسرائيل في موريتانيا رسميا حتى عام 1996 عندما افتتحت الحكومة الإسرائيلية مكتبا لها في سفارة إسبانيا في موريتانيا لرعاية مصالحها، وفي عام 1999 افتتحت السفارة الإسرائيلية في نواكشوط لأول مرة، وظلت العلاقات الدبلوماسية قائمة بين البلدين حتى يناير (كانون الثاني) عام 2009 عندما أعلن الرئيس الموريتاني محمد ولد عبد العزيز تجميد العلاقات الدبلوماسية مع إسرائيل عقب القمة التي عقدت بمدينة الدوحة في قطر على خلفية الحرب الإسرائيلية لقطاع غزة. وفي عام 2010 طردت موريتانيا السفير الإسرائيلي من أراضيها وقطعت العلاقات الدبلوماسية مع إسرائيل بشكل كامل.

## التعاون الاقتصادي
وفي إطار التعاون المشترك بين حكومة السلطة الوطنية الفلسطينية والحكومة الموريتانية في مجالات التعليم والصحة والاقتصاد، نفذت الوكالة الفلسطينية للتعاون الدولي عددا من المشروعات والبرامج التنموية في موريتانيا، في مجالات الصحة، والتمكين الاقتصادي والزراعة. وفي عام 2016 وقعت الحكومة الموريتانية مع حكومة السلطة الوطنية الفلسطينية اتفاقية تعاون مشترك أنشئت بموجبها لجنة مشتركة للتعاون، كما وقعت الحكومتين على مذكرة تفاهم ومشاورات سياسية، ووقعتا أيضًا على اتفاقية لتشجيع الحماية المتبادلة للاستثمار.

## التمثيل الدبلوماسي
أقامت مورتانيا علاقات دبلوماسية مع فلسطين اعتبارًا منذ عام 1974 من خلال مكتب ممثلية منظمة التحرير الفلسطينية في الجمهورية الإسلامية الموريتانية، وفي عام 1991 افتتحت السفارة الفلسطينية في موريتانيا، والتي يوجد مقرها في العاصمة الموريتانية نواكشوط، ويشغل السفير محمد الأسعد منصب رئيس البعثة الدبلوماسية الفلسطينية في موريتانيا اعتبارًا من أبريل (نيسان) عام 2021 وحتى الآن.